# 愛のタワー・オブ・ラヴ
「愛のタワー・オブ・ラヴ」（あいのタワー・オブ・ラヴ）は、2013年2月13日にT-Palette Recordsから発売された、Negicco通算11作目のシングル。

## 解説
2012年6月発売の前作「あなたとPop With You!」以来、8か月振りのシングル。タイトル・トラックは、自身のバンド“NONA REEVES”のほか、多くのアーティストへの楽曲提供とプロデュースも手掛ける西寺郷太。今回のプロデュースは、西寺がエレキコミックとラーメンズ片桐仁のユニット“危険日チャレンジガールズ!”のアルバム『Like A Bitch』収録曲「ニコらス! feat. Negicco」をプロデュースしたことがきっかけとなった。そして、Negiccoのサウンド・プロデュースを手掛けるconnieが、かねてからNONA REEVESや西寺の音楽ファンとして影響を受けてきたことに加え、Negiccoが新潟発J-POPアイドルであることはこれからも変わらないが、彼女たちの曲をアイドル・ファンのみならず、より幅広い音楽リスナーにも届けたいと思ったからだという。そして西寺は「“純粋にカッコいい”“攻めた”曲にしたいなと、プロデュースを依頼された当初から思っていました。“大きなホールでのライヴや、MeguちゃんがクラブでDJする時などに、ともかくめっちゃ盛り上がる曲”、それがテーマでした」という。その結果、“西寺郷太節”全開で思いっきり作ってみようと、作詞・作曲だけでなく、最近では自身のスタッフに任せることが多い編曲・プログラミングなどすべてを西寺自らが手掛けた。さらに西寺は「何度でもくじけずに立ち上がる姿、でも“愛のタワー”を少しずつ登るんだという決意表明、魂のようなものが皆の希望となり、“大ブレイク”のきっかけになればと願ってこの仕事に全力で取り組ませてもらいました」とコメントしている。
カップリングの「パーティーについて。」は、これまでのNegicco楽曲と同様connieがプロデュースを担当した。connieは本作を「今まで“Negiccoは名前だけ知ってた”という方にこそ聞いていただきたい1枚」とコメントしている。

## 収録曲
1. 愛のタワー・オブ・ラヴ  –  (4:35)[2]
作詞・作曲・編曲：西寺郷太
2. パーティーについて。  –  (4:36)[2]
作詞・作曲・編曲：connie
3. 愛のタワー・オブ・ラヴ (inst)  –  (4:34)[2]
4. パーティーについて。 (inst)  –  (4:35)[2]

## クレジット
- 「愛のタワー・オブ・ラヴ」
- Produced by Gota Nishidera
- Keyboards, Programming & Backing Vocals: Gota Nishidera (NONA REEVES)
- Electric Guitars & Electric Piano: Kensuke Okuda (NONA REEVES)
- Backing Vocals: connie
- Recording & Mixing Engineer: Tetsuya Kaneshige

- 「パーティーについて。」
- Produced by connie
- Keyboards, Programming: connie
- Electric guitars & Party People: Ichiro Inoue (N-TRIBE)
- Recording Engineer: Ichiro Inoue (N-TRIBE)
- Mixing Engineer: connie

- M1-M4 Mastering Engineer: Hirotatsu“Tucky”Takiguchi

- Artist Manager: Yoshihito Kumakura (Negi-Pro)
- Artist Promotion: Ryuichi Obata (Negi-Pro)
- Label A&R: Katsuhito Mochizuki, Masafumi Yukita, Shogo Yoshino (TOWER RECORDS)
- Label Coordinator: Mariko Muraki (TOWER RECORDS)
- Label Producer: Makoto Murakami (TOWER RECORDS)
- Executive Producer: Ikuo Minewaki (TOWER RECORDS)

- Art Producer: masataka yoshida (mza)
- Art Direction & Design: masataka yoshida (mza)
- Photographer: Ippei Koyama
- Shooting staff: Kosuke Shimada, Kim“P”Yasuhiro
- Hair & Make: Jewel BLACK
- Costume: the sun goes down, Satoko“RED”Akai

## DVD:TPRC-0031

### 収録曲
1. トキメクMERMAID
2. ニュートリノ・ラヴ
3. My Beautiful Life
4. Falling Stars
5. トキメキ★マイドリーム
6. 圧倒的なスタイル
Track1,2,3,4,5 Music & Composed by connie
Track5 Arranged by Yusaki Suzuki
Track6 Music & Composed by ROBERT WILLIAM LAMM / connie

### クレジット
- Live DVD
- (TOWER RECORDS Presents Negicco Christmas Story in UNIT 2012.12.19)

- Shooting Staff
- Camera Operators: Romance, Makoto Imai, Ken Arima
- Editor: Atsushi Shimizu
- Production Manager: Hisayoshi Sasaki (Boot Rock)
- Director: Ken Arima